# Tumble Weed Greed
Tumble Weed Greed ou Traição no Deserto foi o 171º episódio e o 29º da temporada de 1969 da série Woody Woodpecker.

## Enredo
Pica-Pau participa de um game show e ao responder quem havia construído a arca, diz "não..." e o apresentador, pensando que o pássaro havia dito "Noé", o presenteia com 1.000 dólares de premiação, um carro novo e uma viagem ao Oeste. Zeca Urubu, que assistia o programa, planeja roubar o dinheiro.
Na estrada, o vilão coloca seu plano em prática: pede carona ao Pica-Pau, e ao bater na carroceria do carro, finge que um pneu havia furado. O pássaro vê o que ocorreu e Zeca foge. Já no deserto, o Pica-Pau, vestido de mulher, dá o troco no vigarista, que em outra tentativa, finge um desmaio. O Pica-Pau chega a atropelá-lo 3 vezes, e quando Zeca entra no carro, o pássaro foge.
Em outra cena, Zeca Urubu força o Pica-Pau a parar e pede os 1.000 dólares. Ele não percebe que um trem estava passando e é atropelado 2 vezes. Outro plano do vigarista é cavar um buraco, mas o pássaro fecha-o com Zeca dentro. Quando o Pica-Pau atravessa um feixe de luz colocado por Zeca, a luva de boxe não o acerta. O urubu, então, decide ver o que houve e é atingido.
Em sua derradeira oportunidade, Zeca decide entregar "almoço grátis" ao Pica-Pau (posteriormente, se esconderia no carro), que ao descobrir que havia sido enganado, sai da casa abandonada. O vilão surpreende o Pica-Pau ao pedir para que ele entregasse o dinheiro. Quando o Pica-Pau aperta um botão em seu carro, ejeta o banco em que Zeca Urubu estava sentado e, após disparar um tiro, o vigarista é atingido por um avião. No final, o Pica-Pau dá sua risada de sorte.

## Curiosidades
Tumble Weed Greed foi o primeiro episódio em que Zeca Urubu aparece na série após 14 anos de ausência. Sua última participação havia sido em Bunco Busters, de 1955.